# Katy Jurado

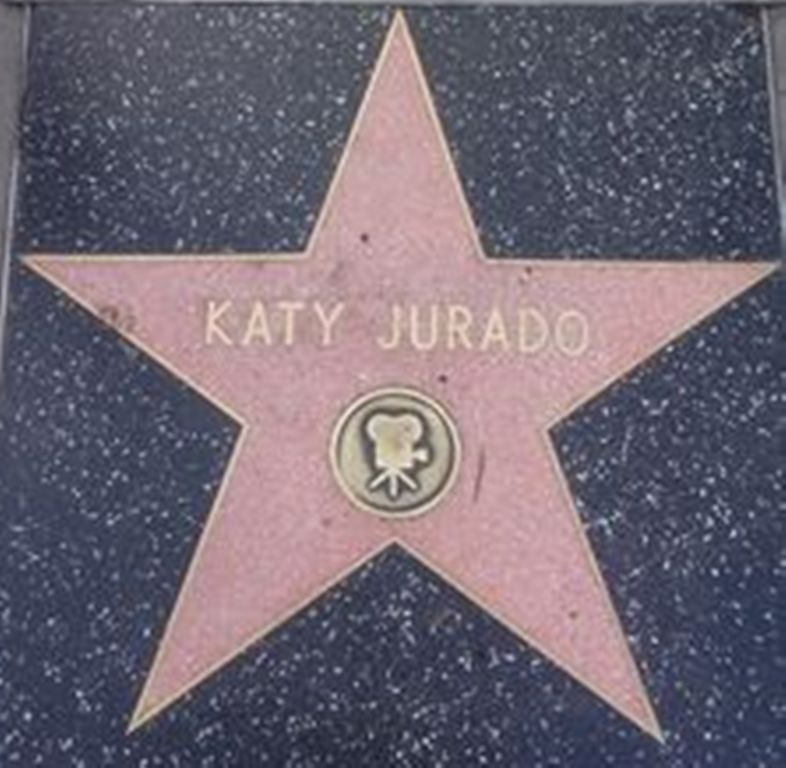
Kathy Jurados Stern in der Kategorie Film auf dem Hollywood Walk of Fame 7065 Hollywood Blvd.

Katy Jurado (* 16. Januar 1924 als María Cristina Estela Marcela Jurado de García in Guadalajara; † 5. Juli 2002 in Cuernavaca) war eine mexikanische Schauspielerin und Sängerin. Jurado wurde 1953 als erste lateinamerikanische Schauspielerin mit dem Golden Globe Award für die beste weibliche Nebenrolle als Helen Ramirez in High Noon ausgezeichnet. Ihre Oscar-Nominierung, 1954, für ihre Rolle in Die gebrochene Lanze, war die erste einer mexikanischen Schauspielerin.
Insgesamt wirkte Katy Jurado bei rund 70 Filmen mit und war u. a. an der Seite von Gary Cooper, Marlon Brando und Burt Lancaster zu sehen.

## Leben

### Herkunftsfamilie und Karrierebeginn
Katy war das älteste Kind von Luis Jurado Ochoa, der als Anwalt tätig war, und Vicenta Estela García de la Garza, einer Sängerin. Die Familie bekam danach noch zwei Söhne: Luis Raúl und Óscar Sergio. Den Großgrundbesitzern gehörten umfangreiche Ländereien auf dem Gebiet des heutigen Texas, die jedoch – ebenso wie das Vermögen der Familie – am Ende der mexikanischen Revolution konfisziert wurden.
Ihr Cousin Emilio Portes Gil war von 1928 bis 1930 Präsident Mexikos. Ihr Pate Pedro Armendáriz war ein mexikanischer Schauspieler.
Der mexikanische Schauspieler und Regisseur Emilio Fernández wollte sie für einen seiner Filme engagieren. Ihre Familie war jedoch gegen ihre Pläne, Schauspielerin zu werden, und drohte, sie in ein Internat zu schicken. Auch um sich dem Einfluss ihrer Familie zu entziehen, heiratete Katy Jurado bereits im Alter von 15 Jahren. Den Vertrag für ihre erste Filmrolle in dem mexikanischen Film No matarás (engl. Do Not Kill) unterschrieb Katy Jurado ohne das Einverständnis ihrer Eltern.

### Filmstar in Mexiko
Aufgrund ihrer Schönheit und ihres schauspielerischen Talents konnte sie sich im mexikanischen Filmgeschäft etablieren und avancierte dort zum Star. Die 1940er-Jahre werden auch als Golden Age des mexikanischen Kinos genannt, da Mexiko damals mehr Filme produzierte und exportierte als je zuvor. Die Frauenrollen der damaligen Filme verkörperten in der Regel entweder die Tugendhafte (Typ: „Heilige“) oder die Femme Fatale (Typ: „Hure“), wobei gefallene oder besonders verführerische Frauenrollen jetzt erst aufkamen.
Katy Jurado erhielt vom mexikanischen Regisseur Chano Urueta bereits mit 19 Jahren zum ersten Mal die Rolle einer Femme Fatale in No matarás. Sie arbeitete auch mit dem mexikanischen Regisseur Miguel Contreras Torres (1944 La vida inútil de Pito Pérez) sowie Ismael Rodríguez (1948 Nosotros los pobres) zusammen.
In den ersten sieben Jahren ihrer Karriere war sie an insgesamt 17 Filmen beteiligt, die alle erfolgreich waren. In Mexiko hatte sie schon damals den Status eines Stars, da es ihr gelang, auch stereotyp angelegten Filmcharakteren durch ihre Art der Darstellung Komplexität zu verleihen. Obwohl sie im mexikanischen Kino damals die sinnliche Femme Fatale verkörperte, hielt sich Katy Jurado nicht für besonders schön.
Wenn sie gerade nicht vor der Kamera stand, arbeitet Katy Jurado in dieser Zeit nebenbei als Berichterstatterin von Stierkämpfen, Radiomoderatorin und Journalistin.

### Hollywood
Katy Jurado fiel 1951 dem Regisseur Budd Boetticher auf, als er mit John Wayne eine mexikanische Stierkampfarena besuchte. Er gab ihr noch im selben Jahr ihre erste Filmrolle in Hollywood, als Chelo Estrada, der Frau eines Stierkämpfers, in Bullfighter and the Lady.
Ihren Durchbruch in Hollywood hatte sie 1952 als Hotelbesitzerin Helen Ramirez und ehemalige Geliebte von Marshal Will Kane (Gary Cooper) im Westernklassiker High Noon von Fred Zinnemann. Sie war für diese Rolle in zwei Kategorien für einen Golden Globe nominiert und gewann den Preis als beste Nebendarstellerin. Ihre Darstellung in High Noon gilt als bahnbrechend für die Aufwertung, die lateinamerikanische Frauen seitdem in Hollywood-Filmen erfahren haben. Ihre schauspielerische Leistung und die große Würde, die sie ihrer Figur verlieh, veränderten das bis dahin einseitige Bild der „leidenschaftlichen Mexikanerin“.
Zu den Regisseuren, mit denen Katy Jurado zusammenarbeitete, zählen auch John Huston, Sam Peckinpah, Edward Dmytryk und George Sherman. Dabei vermied sie es stets, bei einem der großen Filmstudios unter Vertrag zu gehen, da sie auch außerhalb der USA weiterhin an Filmen mitwirken wollte. Dabei gab der Erfolg ihr recht: als Hauptdarstellerin in El Bruto, der Starke (1953), des surrealistischen Filmemachers Luis Buñuel, gewann sie ihren ersten Ariel Award, den wichtigsten mexikanischen Filmpreis.
1954 wurde sie für ihre Darstellung der Señora Devereaux, an der Seite von Spencer Tracy, in Die gebrochene Lanze als erste lateinamerikanische Schauspielerin in der Kategorie Beste Nebendarstellerin für einen Oscar nominiert. Ursprünglich war Dolores del Río für den Part vorgesehen, sie erhielt jedoch aus politischen Gründen keine Einreiseerlaubnis, da man ihr Nähe zum Kommunismus unterstellte.
In den späten 1950er-Jahren war Katy Jurado an zahlreichen amerikanischen Filmen wie The Racers (Regie: Henry Hathaway, 1955), Trial (Regie: Mark Robson, 1955) und Trapez (Regie: Carol Reed, 1956) mit. Klassische Western machten den Großteil ihrer Engagements aus, z. B. Der Mann von Del Rio, wo sie 1956 an der Seite von Anthony Quinn die weibliche Hauptrolle spielte, Massaker von 1957, der auch unter dem Titel Der Galgen muss warten gezeigt wurde, sowie Geraubtes Gold (Regie: Delmer Daves, 1958).
1961 spielte sie an der Seite von Marlon Brando in dem einzigen von ihm produzierten Western Der Besessene mit.
Bevor sie nach Mexiko zurückkehrte, wirkte Katy Jurado noch an dem italienischen Historienepos Barabbas (Regie: Richard Fleischer, 1961) sowie der italienischen Komödie The Italian Brigands (Regie: Mario Camerini 1962) mit.

### Rückkehr nach Mexiko und späte Jahre
Nach der Scheidung von Ernest Borgnine verließ Katy Jurado 1963 die USA und kehrte nach Mexiko zurück, wo sie sich in Cuernavaca niederließ. Nach der Scheidung, die sie emotional sehr mitnahm, wirkte sie mehrere Jahre an keinen größeren Filmproduktionen in Hollywood mit.
In den 1970er-Jahren hatte sie einige ihrer berühmtesten Auftritte in mexikanischen Filmen wie Fé, Esperanza y Caridad (1974, Regie: Luis Alcoriza), Los albañiles (Regie: Jorge Fons, 1976).
An der Seite von Anthony Quinn war sie außerdem in der mexikanisch-amerikanischen Co-Produktion The Children of Sanchez (Regie: Hall Bartlett, 1976) zu sehen.
Der mexikanische Independent-Regisseur Arturo Ripstein besetzte sie sowohl 1981 im erotischen Drama La seducción als auch in seinem Drama
El evangelio de las maravillas 1998 in der Hauptrolle.
Sie wirkte auch weiterhin in amerikanischen Filmen mit, z. B. 1973 in Pat Garrett jagt Billy the Kid (Regie: Sam Peckinpah) und 1984 in Unter dem Vulkan (Regie: John Huston). Hinzu kamen Nebenrollen an der Seite von Burt Lancaster, Anthony Quinn, Karl Malden und Elvis Presley.
1994 erhielt Katy Jurado, auf der Höhe des Hollywood Boulevard 7065, ihren eigenen Stern auf dem Hollywood Walk of Fame.
1997 wurde sie mit dem mexikanischen Ehrenfilmpreis Ariel de Oro für ihr Lebenswerk ausgezeichnet.
In Mexiko übernahm sie noch Rollen in Kinofilmen und wirkte in Telenovelas mit, schrieb für Zeitungen und arbeitete als Radiokommentatorin.

### Privates
Ihren ersten Mann, den Schauspieler Victor Velazquez, heiratete Katy Jurado im Alter von 15 Jahren, im Frühling 1939. Die beiden wurden Eltern des Sohnes Victor Hugo und der Tochter Sandra. Zeitgleich mit ihrer ersten großen Filmproduktion (No matarás) scheiterte die Ehe der beiden Schauspieler. Mit 19 Jahren war Katy Jurado bereits geschieden.
Ihren zweiten Ehemann, Ernest Borgnine, lernte sie bei den Dreharbeiten zu Vera Cruz kennen. Er war damals noch mit seiner ersten Frau Rhoda Kemins zusammen, von der er sich 1958 scheiden ließ. Die Ehe zwischen Ernest Borgnine und Katy Jurado wurde 1959 geschlossen. 1961 trennte sich das Paar und 1964 ließen sie sich scheiden.
Abgesehen von ihren beiden Ehen hatte Katy Jurado diverse Beziehungen und Affären, unter anderem mit Regisseur Budd Boetticher, dem Schauspieler Tyrone Power und auch mit Marlon Brando, der damals bereits mit seiner zweiten Frau Movita Castaneda liiert war.
Im Februar 1968 erreichte Katy Jurado einen persönlichen Tiefpunkt. In der Absicht, sich das Leben zu nehmen, schrieb sie einen Abschiedsbrief auf Spanisch und nahm eine große Dosis Schlaftabletten. Dann rief sie ihren Manager an und sagte ihm, dass er ihren Besitz an ihre Kinder übergeben solle und sie jetzt schlafen gehen würde. Durch seine Intervention wurde sie rechtzeitig gefunden und gerettet.
Obwohl Katy Jurado im Alter unter Herzproblemen und einer Lungenkrankheit litt, stand sie bis zuletzt vor der Kamera. Der letzte Film, an dem sie beteiligt war, lief erst nach ihrem Tod 2002 an. Sie starb im Alter von 78 Jahren in Cuernavaca in Folge ihrer Lungenkrankheit an Nierenversagen.
Ihre sterblichen Überreste wurden auf dem in der Colonia Chipitlán im Süden von Cuernavaca gelegenen Panteón De La Paz beigesetzt, der sich in unmittelbarer Nähe ihres letzten Wohnsitzes befindet.

## Trivia
- Katy Jurado mochte es nicht, als „Star“ bezeichnet zu werden und pflegte zu sagen: „Die Sterne verglühen schnell, während die richtigen Schauspieler Bestand haben.“ Obwohl sie auch auf der Bühne auftrat, gefiel ihr die Theaterschauspielerei nicht: „Ich mag es nicht, eine Rolle länger als ein oder zwei Wochen zu spielen. Dass ich an den Broadway ging, lag nur daran, dass ich die erste Mexikanerin sein wollte, die dort auftrat.“[12]

- Der mexikanische Komponist, Songtexter und Sänger Juan Gabriel widmete ihr ein Lied mit dem Titel Qué rechula es Katy[13] (span. in etwa für Was für eine Klassefrau Katy ist[14]), das auf seinem 1997 in Zusammenarbeit mit der spanischen Sängerin Rocío Dúrcal publizierten Album Juntos Otra Vez erschien.[15]

- Ein Jahr nach High Noon wurde Katy Jurado 1953 von dem berühmten mexikanischen Maler Diego Rivera porträtiert.[1][16]

- Bis zur Oscar-Nominierung von Salma Hayek, 2003 für Frida, war Katy Jurado als einzige mexikanische Schauspielerin jemals für einen Oscar nominiert worden.[1]

## Filmografie (Auswahl)
- 1951: Bullfighter and the Lady
- 1951: Das Gefängnis der gefährlichen Mädchen (Carcel de mujeres)
- 1952: Zwölf Uhr mittags (High Noon)
- 1953: Die Bestie der Wildnis (Arrowhead)
- 1953: Der Cowboy von San Antone (San Antone)
- 1953: El Bruto, der Starke (El Bruto)
- 1954: Die gebrochene Lanze (Broken Lance)
- 1955: Das Komplott (Trial)
- 1955: Der Favorit (The Racers)
- 1956: Trapez (Trapeze)
- 1956: Der Mann von Del Rio (The Man from Del Rio)
- 1957: Massaker (Dragon Wells Massacre)
- 1958: Geraubtes Gold (The Badlanders)
- 1961: Der Besessene (One-Eyed Jacks)
- 1961: Barabbas (Barabbà)
- 1962: Der Bandit von Neapel (I briganti italiani)
- 1966: Smoky, Freund aus der Wildnis (Smoky)
- 1967: Mit dem Tod im Bunde (A Covenant with Death)
- 1968: Stay away, Joe
- 1969: Gleich ist es soweit (Any Second now)
- 1971: Die Brücke im Dschungel (The Bridge in the Jungle)
- 1971: Nur ein Spiel (A little Game)
- 1973: Pat Garrett jagt Billy the Kid (Pat Garrett & Billy the Kid)
- 1973: Tequila Sunrise
- 1976: Die Maurer (Los Albaniles)
- 1977: Es lebe der Präsident (El recurso del motodo)
- 1978: Die Kinder von Sanchez (The Children of Sanchez)
- 1979: Die Witwe des Montiel (La viuda de Montel)
- 1980: Die Verführung (La seduccion)
- 1981: Evita Peron
- 1984: Unter dem Vulkan (Under the Volcano)
- 1985: Lady Blue
- 1998: Hi-Lo Country – Im Land der letzten Cowboys (The Hi-Lo Country)